# Mohamed Sarr
Adama Mohamed Sarr conocido como Momo Sarr (Dakar, Senegal, 23 de diciembre de 1983) es un futbolista senegalés. Juega como defensa central en el KRC Genk de la Primera División de Bélgica; fue el primer senegalés en fichar por el A.C. Milan.

## Trayectoria
Momo Sarr con dieciséis años se incorpora el Treviso a sus categorías inferiores, donde pasó al primer equipo en la temporada 2000/01. Una temporada después fichó por el Milan, con el que sólo jugó un partido y los cuatro posteriores años fue cedido, primero al Galatasaray turco y luego a los italianos Ancona, Atalanta y Vittoria. En 2005 se incorporó al Standard de Lieja donde estuvo cinco temporadas a gran nivel, ganando dos ligas, un subcampeonato de liga, un subcampeonato de Copa y dos Supercopas. En la temporada 2010/11 rescindió el año de contrato que le restaba con el club belga y fichó por el Hércules por tres temporadas.

## Clubes
| Club                | País    | Periodo   | Liga PJ (G) |
| ------------------- | ------- | --------- | ----------- |
| A. S. D. Treviso    | Italia  | 2000-2001 | 12 (0)      |
| A. C. Milan         | Italia  | 2001-2005 | 1 (0)       |
| → Galatasaray S. K. | Turquía | 2002-2003 | 7 (1)       |
| → A. C. Ancona      | Italia  | 2002-2003 | 0 (0)       |
| → Atalanta B. C.    | Italia  | 2003-2004 | 6 (0)       |
| → F. C. Vittoria    | Italia  | 2004-2005 | 29 (0)      |
| Standard Lieja      | Bélgica | 2005-2010 | 111 (1)     |
| Hércules C. F.      | España  | 2010-2011 | 4 (0)       |
| KRC Genk            | Bélgica | 2011-     |             |

## Curiosidades
- Habla 5 idiomas.

## Palmarés
- Primera División de Bélgica:
  - Campeón (2): 2007/08, 2008/09
  - Subcampeón (1): 2005/06

- Copa de Bélgica:
  - Subcampeón (1): 2007

- Supercopa de Bélgica:
  - Campeón (2): 2008, 2009